# Bláznova smrt
Bláznova smrt je detektivní román Václava Erbena ze série příběhů, kde hlavní postavou je kriminalista kapitán Exner. Knižně poprvé vyšel v roce 1967 v nakladatelství Naše vojsko, edice Napětí, svazek 70. V roce 1973 byl zfilmován pod stejným názvem, znovu v roce 2017 v rámci seriálu Kapitán Exner, v roce 2024 Český rozhlas natočil rozhlasovou dramatizaci románu.

## Děj
Kapitán Exner zubařku Gabrielu Steinovou poznal náhodou a vskutku originálním způsobem, když za deště na kluzké dlažbě neopatrně vstoupila do cesty jeho Mercedesu. Jen jeho duchapřítomnost a rychlé reakce zabránily většímu zranění. Odvezl ji domů a pozval na schůzku do kavárny Slavie. Nejprve odmítla, ale nakonec přišla. O několik dní později Exner na přání své femme fatale přijíždí v kabrioletu Mercedes do malého města Meziboří, aby přezkoumal smrt mladého Jana Krempy.
Exner nejprve důkladně vyzpovídá MUDr. Huga Bažanta, který byl mnoho let rodinným lékařem Krempových a zavolali ho také v den smrti Jana Krempy. Ani Exnerovi se zpočátku nezdá, že by to bylo něco jiného než nešťastná tragická nehoda. Když ale v prvorepublikové kdysi honosné, ale nyní již dost zanedbané vile, kde žije početná rodina Krempových, důkladně prohlédne místo, kde mladý Krempa zemřel, všimne si několika nenápadných stop. A vzápětí povolává své spolupracovníky Vlčka s Beránkem.
Jan Krempa trpěl těžkou schizofrenií a měl proto velké výkyvy chování, často se podivně oblékal. Přitom si ale zachoval značnou část inteligence, např. běžně četl knihy v cizích jazycích. Kromě matky ho skoro nikdo neměl rád, protože nejen členům rodiny často prováděl různé zlomyslnosti a nepříjemnosti, kterými jim ztrpčoval život a které si zřejmě ani plně neuvědomoval. Kromě toho se mu líbily všechny předměty červené barvy, což se později ukáže velmi důležité.
Členové rodiny (která se považuje za místní honoraci) se chovají podivně a na příjezd kapitán Exnera reagují podrážděně až zcela odmítavě. Vyšetřování se rozjíždí naplno, zjistit kdo by mohl mít na smrti mladého Krempy zájem a jaký by mohl mít motiv, není vůbec jednoduché. Kapitán Exner ale trpělivě zkoumá jednotlivé stopy a indicie. Je možné, že příčiny smrti je nutné hledat daleko v minulosti a nedá se vyloučit, že vedou k dalšímu, staršímu zločinu.

## Vydání

### Román na pokračování
Román nejprve (od 29. března 1967) vycházel na pokračování v deníku Rudé právo pod názvem Smrt Jana Krempy. Jedná se o třetí příběh (po Pokladu byzantského kupce z roku 1964 a Znamení lyry z roku 1965), kde hlavní postavou je kapitán Exner, kriminalista s právnickým vzděláním, elegán, milovník žen, dobrého jídla i pití.

### Knižní vydání
Kromě prvního vydání z roku 1967 (nakladatelství Naše vojsko) se román se dočkal řady dalších reedic. Do roku 1989 to bylo nejprve v roce 1975 znovu v nakladatelství Naše vojsko, opět edice Napětí, ale 104. svazek, v roce 1986 v nakladatelství Československý spisovatel v jednom svazku společně s prvním románem Poklad byzantského kupce, edice Spirála.
V roce 1992 to bylo v nakladatelství Svoboda, edice „12x kapitán Exner“, 3. svazek. V roce 2002 vyšly společně tři romány: Vražda pro zlatého muže, Bláznova smrt a Znamení lyry (v tomto pořadí, které neodpovídá pořadí napsání románů) pod názvem 3x kapitán Exner poprvé. V roce 2005 vyšel román samostatně v nakladatelství MOBA jako 42. svazek edice „Původní česká detektivka“ (je označeno jako 4. vydání, ale to uváděl již dvojsvazek v nakladatelství Svoboda). V roce 2017 román vyšel v Knižním klubu (jako 5. resp. 7. vydání) a v roce 2020 ho v elektronické verzi vydala Městská knihovna v Praze.

### Zahraniční vydání
Román byl přeložen do švédštiny pod názvem Mannen som älskade rött (Muž, který miloval červenou: tato barva hraje důležitou roli v zápletce a ději románu), kde vyšel v roce 1979 v nakladatelství Läsabra v překladu Rolanda Adlerbertha. Ve Švédsku znovu vyšel v roce 1990 a později také jako audiokniha.

## Kritika
Román poprvé vyšel v roce 1967, tedy v době, kdy v rámci uvolnění již několik let nastává také rehabilitace detektivky jako literárního žánru v tehdejším Československu a krátce předtím než se naplno rozvinulo reformní hnutí známé jako Pražské jaro. Již samotné vydávání románu na pokračování v Rudém právu je dokladem těchto změn.
Také dobové hodnocení románu je příznivé, mimo jiné se v něm uvádí: „Autor ve svých dvou předchozích příbězích ... vytvořil nejen osobitý typ detektiva kapitána Michala Exnera, ale především dokázal tento žánr, před nedávnem ještě opomíjený, znovu uvést do české literatury, pokračuje tak v tradici vytvořené Vachkem a Fikerem.“ ... „Příběh ... je dalším případem kapitána Exnera. Tento elegantní a neméně inteligentní detektiv v něm objasňuje tragický skon člověka, kterého se bojí celá vlastní rodina, ale i mnoho dalších lidí v nevelkém městě Meziboří. Zaujme nepochybně všechny naše čtenáře.“
Naproti tomu Josef Hrabák v rozsáhlém článku v normalizačním týdeníku Tvorba z roku 1972 (tedy v době, kdy konzervativní křídlo KSČ již naplno obnovilo svou moc), a který se zabývá všemi dosud napsanými detektivkami Václava Erbena, je hodnotí takřka výhradně negativně. V úvodu sice nejprve uvádí: „Nyní si všimneme podrobněji detektivní produkce Václava Erbena. Znovu opakuji, že jsem vybral autora, který má literární kulturu a představuje lepší křídlo naší detektivky.“
Dále však píše: „Vedle této kulturnosti je to svým způsobem i gentleman finančně nezávislý (nevím, odkud by bral pracovník SNB peníze na všelijaké žertíky počínajíc exkluzivním krejčím)...“ ... „Exner zkrátka trčí z českého prostředí jako kokosová palma z mlází.“ Autorovi článku obzvláště vadí Exnerův postoj k ženám, tématu věnoval celou podkapitolu „Ženy a dívky okolo Exnera“. V části „Toulavý autobus a přesýpací hodiny“ kritizuje výstavbu příběhů jednotlivých detektivek a schematičnost postav (kladně hodnotí postavu archeologa Soudka, ale s dovětkem, že v něm lze snadno odhadnout skutečného Bohumila Soudského). Dále uvádí, že kapitoly nebo spíše kapitolky jsou mechanicky vystavěny a příliš krátké, takže děj je rozdroben. Uvádí, že dialogy jsou primitivně vystavěny a motivy se opakují. Zde jako příklad několikrát uvádí právě román „Bláznova smrt“.
Pokud se podíváme na hodnocení románu čtenáři (či posluchači), tak na serveru Databáze knih dosáhl v červnu 2024 celkově 84 % při 210 hodnoceních. Proto převažují kladná vyjádření, občas se vyskytují výtky typu „výborná zápletka, ale je to celé rozvleklé a pomalé“, „za mě nejslabší exnerovka, co jsem zatím četla“ nebo „Tak tento díl jsem si nijak neužil. Připadalo mi to hodně roztáhlé... Závěrečné rozuzlení mi přišlo takové těžkopádné, ne že nezajímavé, to ne, byl jsem překvapen pointou a motivem...“

## Adaptace

### Televizní film
V roce 1973 byl natočen stejnojmenný televizní film, kde hlavní postavu kapitána Exnera vytvořil Petr Kostka. Jeho spolupracovníky z Kriminální služby Veřejné bezpečnosti hrají František Němec (poručíka Beránka) a Eduard Žemla (poručíka Vlčka). Josefa Krempu hraje Jaroslav Marvan v jedné ze svých posledních rolí, Annou Krempovou Jiřina Štěpničková. Režisérem filmu natočeného v Československé televizi byl Zdeněk Kubeček podle scénáře Vladislava Čejchana.

### Součást seriálu
V roce 2017 vznikl dvanáctidílný televizní seriál Kapitán Exner vysílaný na stanici Prima, kde titulní roli ztvárnil Michal Dlouhý, jeho spolupracovníky hrají Jan Vondráček (poručíka Milana Vlčka) a David Novotný (poručíka Bohumila Beránka). Vica Kerekes hraje Exnerovu femme fatal. Scénáře napsali Jan Drbohlav a Daniel Severa (který byl též producent). Jako režiséři se střídali Vít Karas a Ivan Pokorný.
Jednotlivé romány, resp. kriminální příběhy, se odehrávají vždy ve dvou dílech seriálu, román Bláznova smrt je v posledních dvou dílech (11. a 12. část, každá má délku přibližně 55 minut). Existuje ale též alternativní kratší šestidílný sestřih seriálu (jednotlivé díly přibližně 80 minut), který byl takto poprvé odvysílán v lednu až únoru 2019, rovněž na stanici Prima. Ve srovnání s knižní předlohou a původní televizní inscenací je v seriálu děj přenesen do doby jeho natáčení, takže kapitán Exner zde např. používá mobil.

### Rozhlasová dramatizace
V roce 2024 Český rozhlas natočil desetidílnou rozhlasovou dramatizaci románu. Četba na pokračování byla vysílána na stanici Český rozhlas Dvojka od 10. června do 20. června, jednotlivé díly lze poslechnout online zdarma ještě čtyři týdny po odvysílání příslušné části.
Rozhlasovou verzi románu připravilo studio Ostrava, čte Tomáš Jirman, dále se podílela Eva Lenartová, dramaturgie Marina Feltlová, režie Tomáš Soldán. V jednotlivých dílech mimo jiné opakovaně zazní úryvek z Klaunovy zpovědi od Petra Nováka a části dalších písní. Nahrávku lze též zakoupit v Radiotéce Českého rozhlasu jako MP3, CD nebo jako Radiokartu (kartu s kódem ke stažení audioknihy).